# ولشتین
وُلشتین (لهستانی: Wolsztyn؛ ‏[ˈvɔlʂtɨn]) شهری در حاشیهٔ استان لهستان بزرگ است که در شهرستان ولشتین و گمینا ولشتین واقع شده‌است. این شهر در ۷۲ کیلومتری جنوب غربی پوزنان قرار دارد.
این شهر در جریان دومین تجزیه لهستان در سال ۱۷۹۳ به قلمروی پادشاهی پروس پیوست. پس از جنگ جهانی اول و با اعلام استقلال جمهوری دوم لهستان، این شهر دوباره جزء خاک لهستان شد و در ۵ ژانویهٔ ۱۹۱۹ در جریان قیام لهستان بزرگ به دست شورشیان لهستانی افتاد.

## شهرهایخواهرخوانده
- لوبن
- نویکیرشن
- باد بونسن
- ماسبری